# Villargordo del Cabriel (kommun)
Villargordo del Cabriel är en kommun i Spanien.   Den ligger i provinsen Província de València och regionen Valencia, i den centrala delen av landet, 210 km sydost om huvudstaden Madrid. Antalet invånare är 651.